# Locomotiva DR 250
Le locomotive 250 erano una serie di locomotive elettriche progettate della Deutsche Reichsbahn per il traino dei treni merci e passeggeri, in sostituzione delle locomotive dei gruppi 211 e 242, divenute ormai insufficienti in numero e potenza.
Nel 1994, con l'incorporazione della DR nella nuova DB, le 250 assunsero il numero di gruppo 155, e destinate esclusivamente al traffico merci. Attualmente sono in corso di accantonamento.